# Sweeney Todd (gruppo musicale)
I Sweeney Todd sono un gruppo musicale rock canadese formatosi nel 1975 nella città di Vancouver (Columbia Britannica). Scioltosi nel 1978, sono tornati in attività nel 2000.

## Storia
Il gruppo musicale ha pubblicato due album, il primo album con il cantante originale Nick Gilder, che presto lasciò per intraprendere la carriera da solista. Il suo secondo album da solista, che ha generato il successo "Hot Child in the City" e ha dato a Gilder il successo nelle classifiche degli Stati Uniti. Ha vinto 2 Juno Awards in Canada e un People's Choice Award negli Stati Uniti. La canzone è arrivata al numero 1 sia in Canada che negli Stati Uniti. Gli è valso altri due Juno Awards: "Singolo dell'anno" e "Cantante maschile più promettente dell'anno" in Canada, oltre a un People's Choice Award negli Stati Uniti. ha avuto successo anche come cantautore per artisti tra cui Bette Midler, Joe Cocker, Pat Benatar e Toni Basil. Nel 1984, la band Scandal con Patty Smyth ebbe un successo nella Top 10 degli Stati Uniti con "The Warrior", scritto da Gilder e Holly Knight. Il secondo album If Wishes Were Horses è stato realizzato con il suo sostituto il quindicenne Bryan Adams, che in seguito ha ottenuto un successo internazionale come un artista solista, ha venduto oltre 100 milioni di copie fra album e singoli in tutto il mondo.

### 1970-1975: dalle origini aSweeney Todd
La band è stata fondata come "Rasputin" all'inizio degli anni '70 (forse 1971 o 1972) a Vancouver, British Columbia, dal batterista Don Snell e dal suo amico del liceo, il chitarrista Jim McCulloch . Il primo cantante fu Ron Tabak , seguito da Ted Fleetwood. Quando Nick Gilder si unì alla band come cantante, cambiarono il loro nome in "Sweeney Todd", ispirato all'omonima opera teatrale del 1973 di Christopher Bond, su cui è basato il musical di Broadway del 1979 di Stephen Sondheim.
Durante un concerto nella palestra di una scuola superiore locale, furono scoperti dal produttore/promoter locale Martin Shaer che li invitò a registrare demo tape per Roxy Roller e Sweeney Todd Folder. Nella primavera del 1975, la band firmò un contratto con la London Records. Nello stesso anno pubblicarono il loro album di debutto omonimo. Il singolo Roxy Roller divenne un successo n. 1. in Canada, mantenendo il primo posto nella classifica dei singoli nazionali RPM per tre settimane a partire dal 26 giugno 1976 e vincendo un Juno Awards nel 1977 per la band.

### 1977-1978: Cambiamenti nella formazione
Nel 1976, il cantante Nick Gilder e il chitarrista Jim McCulloch lasciarono la band per intraprendere la carriera da solista. Sono stati sostituiti da Clark Perry alla voce e Skip Prest alla chitarra. Perry fu sostituito nel giro di pochi mesi da Bryan Adams, che all'epoca aveva solo 15 anni. Il singolo dei Roxy Roller è stato ripubblicato due volte, una versione con Clark Perry e un'altra con Bryan Adams.
Nel 1977, la band pubblicò l'album If Wishes Were Horses e i singoli Tantalize , If Wishes Were Horses e Song For A Star, tutti i brani erano co-scritti da Bryan Adams. Hanno poi fatto un tour attraverso il paese con la rock band canadese Trooper. Nell'autunno dell'anno, Bryan Adams lasciò la band per intraprendere una carriera da solista.
 È stato sostituito da Chris Booth.
Nel 1978 anche Skip Prest lasciò la band e fu sostituito da Grant Gislason. La band iniziò a scrivere del nuovo materiale per un terzo album, ma si sciolse nella primavera del 1978.
Nel 1992 l'album If Wishes Were Horses vide la luce di nuovo, quando l'album fu riconfezionato come Sweeney Todd Featuring Bryan Adams, insieme a "Rock and Roll Story" del 1975, dal debutto, anche se Adams non aveva nulla a che fare con il rilascio e non lo autorizzò.

### 2000- presente: Reunion
Gilder e McCulloch formarono nuovamente la band nel 2000 e fecero un tour attraverso il Canada. Da allora si esibiscono in vari festival musicali.

## Formazione attuale
- Nick Gilder  – voce
- Mark Kenny – basso
- Mike Russell – tastiera
- Glenn Regine – batteria
- Dave Groves – chitarra

### Ex componenti
- Clark Perry (1976, voce)
- Bryan Adams (1975-1977, voce)
- Chris Booth (1977-1978, voce)
- James McCulloch (inizio-1976, chitarre)
- Skip Prest (1976-1978, chitarre)
- Grant Gislason (1978, chitarre, voce)
- J. Knutsen (chitarre)
- Brian McDonald (1972-74, basso)
- Brian Konopelski (basso)
- Budd Marr (basso)
- Harold Collishaw (tastiere)
- Dan Gaudin (tastiere)
- Don Snell (batteria)
- John Booth (batteria)
- Lance Chalmers
- Marc Gladstone
- Joe Wow
- Frank Baker

## Discografia

### Album in studio
- 1975 – Sweeney Todd (con Nick Gilder)
- 1977 – If Wishes Were Horses (con Bryan Adams)

### Raccolta
- 1977 - The Best and The Rest of Sweeney Todd (con Bryan Adams)

## Riedizioni
- 1992 - Sweeney Todd Featuring Bryan Adams (Album non autorizzato da Bryan Adams)

### Singoli
- 1975 – Rock 'N' Roll Story (con Nick Gilder)
- 1975 – Sweeney Todd Folder (con Nick Gilder)
- 1975 – Roxy Roller (con Nick Gilder)
- 1976 – Roxy Roller / Rue De Chance (1976, re-release of Roxy Roller con Bryan Adams)
- 1977 – Tantalize  (con Bryan Adams)
- 1977 –  If Wishes Were Horses (con Bryan Adams)
- 1977 –  Song For A Star  (con Bryan Adams)

## Premi e riconoscimenti
- 1 Juno Awards
  - 1977: "Juno Award al singolo dell'anno" con "Roxy Roller"